# ステュ・マーティン
ステュ・マーティン（Stu Martin、1938年6月11日 - 1980年6月12日）は、アメリカ合衆国のジャズ・ドラマーである。

## 略歴
マーティンは、カウント・ベイシー、ジミー・ドーシー、レス・エルガート、ラリー・エルガート、デューク・エリントン、メイナード・ファーガソン、クインシー・ジョーンズ、ビリー・メイのビッグバンドでドラムを演奏したときには、16歳でプロのミュージシャンとなっていた。1960年代、彼はゲイリー・バートン、ドナルド・バード、カーティス・フラー、ハービー・ハンコック、オリヴァー・ネルソン、ソニー・ロリンズ、スティーヴ・スワロウ、ランバート、ヘンドリックス&ロスと仕事をした。彼は、リー・コニッツ、アルベルト・マンゲルスドルフ、アッティラ・ゾラーからなる西ドイツのバンドのメンバーを務め、ロルフ・キューンとヨアヒム・キューンとのバンドに在籍した。1972年まで、彼はチャーリー・マリアーノのメンバーとなり、また、バール・フィリップスとジョン・サーマンと共にトリオを組んだ。1970年代には、カーラ・ブレイ、スライド・ハンプトン、ジョン・マクラフリンとレコーディングした。

## ディスコグラフィ

### リーダー・アルバム
- Alors (1970年、Futura) ※with バール・フィリップス、ミシェル・ポルタル、ジョン・サーマン
- 『ホエア・フォーチュン・スマイルズ』 - Where Fortune Smiles (1971年、Dawn) ※with ジョン・マクラフリン
- Live at Woodstock Town Hall (1975年、Dawn) ※with ジョン・サーマン
- 『マウンテンスケイプス』 - Mountainscapes (1976年、ECM) ※with バール・フィリップス
- Sunrise (1996年、ECM)[3]

### ザ・トリオ
- 『ザ・トリオ』 - The Trio (1970年、Dawn) ※旧邦題『問題児ジョン・サーマン』
- 『ザ・トリオ Vol. 1』 - The Trio Vol. 1 (1970年、Pye)
- 『コンフラグレイション』 - Conflagration (1971年、Dawn)
- 『ザ・トリオ・バイ・コンタクト』 - By Contact (1972年、Columbia)

### 参加アルバム
カーティス・フラー
- 『ボス・オブ・ザ・ソウル・ストリーム・トロンボーン』 - Boss of the Soul-Stream Trombone (1960年、Warwick)
- 『ザ・マグニフィセント・トロンボーン』 - The Magnificent Trombone of Curtis Fuller (1961年、Epic)

クインシー・ジョーンズ
- 『アイ・ディグ・ダンサーズ』 - I Dig Dancers (1961年、Mercury)
- 『ライヴ・アット・ニューポート '61』 - Newport '61 (1961年、Mercury)
- 『グレート・ワイド・ワールド・オブ・クインシー・ジョーンズ・ライヴ!』 - The Great Wide World of Quincy Jones: Live! (1961年)
- 『クインテッセンス』  - The Quintessence (1962年、Impulse!)
- 『プレイズ・フォー・プッシーキャッツ』 - Quincy Plays for Pussycats (1965年、Mercury) ※1959年-1965年録音

ソニー・ロリンズ
- All the Things You Are  (1964年)
- 『スタンダード』 - The Standard Sonny Rollins (1964年、RCA Victor)

トーマス・スタンコ、トマシュ・シュカルスキ
- Double Concerto for Five Soloists and Orchestra (1972年、Poljazz)

トーマス・スタンコ、ヤヌシュ・ステファンスキ
- Fish Face (1974年、Poljazz)

その他
- メイナード・ファーガソン : Newport Suite (1960年、Roulette)
- ランバート、ヘンドリックス&ロス : Lambert, Hendricks, & Ross! (1960年、Columbia)
- ジョン・ヘンドリックス : Fast Livin' Blues (1961年)
- バルドー・ウィリアムス : 『ニュー・アドバンスド・ジャズ』 - New Advanced Jazz (1966年、Savoy)
- ジョー・ターナー : Smashing Thirds (1969年、MPS)
- リー・コニッツ : 『ZO-KO-MA』 - Zo-Ko-Ma (1969年)
- ジョン・サーマン/ジョン・ウォーレン : 『テイルズ・オブ・ジ・アルゴンキン』 - Tales of the Algonquin (1971年)
- Various Artists : 『オジアッハ・ライヴ』 - Ossiach Live (1971年、BASF) ※with ジョン・マクラフリン
- カーリン・クローグ : 『クラウド・ライン・ブルー』 - Cloud Line Blue (1978年、P-Vine)[4]